# Guarda Nacional da Rússia
A Guarda Nacional da Federação Russa (em russo:  Федеральная служба войск национальной гвардии Российской Федерации. transliterado "Serviço Federal das Tropas da Guarda Nacional da Federação Russa") ou Rosgvardyia (em russo:  Росгвардия) é a força paramilitar interna da Federação Russa, composta por uma agência independente que se reporta diretamente ao presidente russo. A Guarda Nacional é separada das Forças Armadas Russas. Uma lei assinada pelo presidente Vladimir Putin estabeleceu o órgão executivo federal em 2016. A Guarda Nacional tem a missão declarada de proteger as fronteiras da Rússia, assumir o controle de armas, combater o terrorismo e o crime organizado, proteger a ordem pública e guardar importantes instalações estatais.
A criação da Guarda Nacional foi vista como um esforço para aumentar a eficiência e evitar a duplicação de responsabilidades dentro do sistema de segurança russo, A Guarda Nacional foi formada com a consolidação das forças das Tropas Internas Russas, SOBR, OMON e outras forças militares internas fora das Forças Armadas Russas. Enquanto outros acusaram o Rosgvardyia de ser uma tentativa de Vladimir Putin de criar um exército privado para controlar conflitos civis ou tentativas de uma revolução colorida, não apenas internamente, mas também no exterior em regimes aliados.
Denota-se que a criação dessa unidade militar surge pela necessidade de formação de um corpo de forças armadas combinadas (forças terrestres, aquáticas e aéreas) -  contra-inteligência e forças especiais, para uso interno na Federação Russa, sob controle direto do Executivo, com finalidade e "moral" diversa da normalmente atribuídas às forças armadas, possivelmente, para inibição de opositores e atuação  em zonas de conflito. Aponta-se, certa similaridade entre essa unidade e as forças iranianas do IRGC.

## Nome oficial
A designação oficial da organização é o Serviço Federal das Tropas da Guarda Nacional da Federação Russa (em em russo:  Федеральная служба войск национальной гвардии Российской Федерации; Federalʹnaya sluzhba voiysk natsionalʹnoiy gvardii Rossiiyskoiy Federatsii. Em documentos oficiais, pode ser referido pela sigla romanizada FSVNG RF (em russo:  ФСВНГ РФ). Em russo, o acrônimo menos formal Rosgvardyia (em russo:  Росгвардия, lit. "Guarda Russa") é comumente usado.

## História

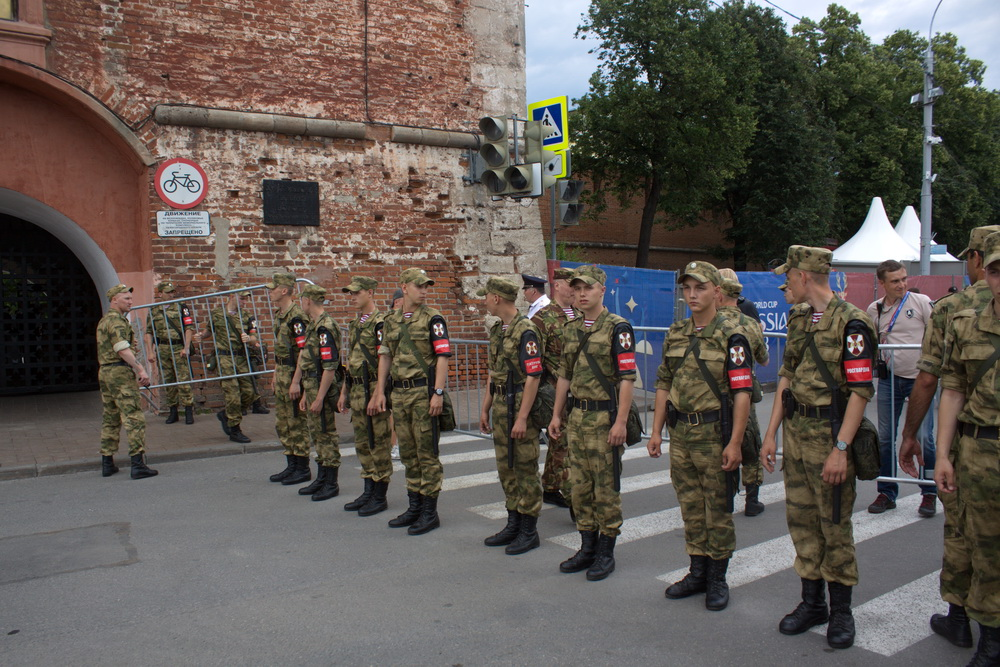
Soldados das Guarda Nacional providenciando segurança durante a Copa do Mundo FIFA de 2018.

Os planos para criar uma Guarda Nacional, diretamente subordinada ao presidente, foram relatados pela primeira vez em abril de 2012. Foi afirmado por alguns jornalistas que a nova Guarda Nacional seria formada para garantir a segurança e proteção da ordem constitucional com base no MVD russo e outras agências de segurança. Utilizando pessoal e recursos pertencentes às Tropas Aerotransportadas Russas, Força Aérea, Marinha e Polícia Militar, bem como elementos do Ministério de Situações de Emergência; a reforma do aparato de segurança vinha desde a década de 1990. De acordo com Zdzislaw Sliwa, o conceito de uma organização semelhante à Guarda Nacional foi concebido durante os protestos russos de 2011-2013.
O estabelecimento do Serviço da Guarda Nacional Federal da Rússia teria causado contenção dentro do Kremlin, uma vez que a nova força assumiu funções e funções normalmente desempenhadas pelo Ministério de Assuntos Internos (MVD). O porta-voz presidencial russo, Dmitry Peskov, afirmou que o ministro do Interior, Vladimir Kolokoltsev, não renunciou. O porta-voz Peskov também negou que a criação da Guarda Nacional significasse uma crise de confiança nos chamados "siloviki" e afirmou que o Serviço da Guarda Federal manteria seu papel. O corpo é um sucessor direto das Tropas Internas da Rússia (1918-2016) e das unidades OMON (1988-2016) e SOBR (1992-2016) anteriormente sob o Ministério de Assuntos Internos.
Embora seja o mais jovem dos Serviços de Segurança da Federação Russa, possui um poder significativo. Não goza de supervisão externa e recebe ordens diretamente do Presidente da Federação Russa. A Guarda Nacional cumpre uma ampla gama de funções de segurança interna, embora muitas delas tenham sido anteriormente cobertas pelo Ministério de Assuntos do Interior (MVD). O mandato de Rosgvardyia (Guarda Nacional) continua a crescer, mesmo cruzando fronteiras para a vizinha Bielorrússia. O papel efetivo da Guarda permanece inconclusivo, se desempenhará um novo papel vital na manutenção da segurança da Federação ou, se, em vez disso, esse novo serviço atuaria mais como uma guarda atrelada diretamente à presidência russa. O futuro de Rosgvardyia não está claro, mas sua liderança e estrutura deixam os métodos efetivos dessa unidade militar cada dia mais claros. À medida que Rosgvardyia continua a se destacar como membro da comunidade de segurança russa, destaca que, embora a liderança da Rússia esteja centralizada em torno de Putin, os Serviços de Segurança não são de forma alguma um monólito.

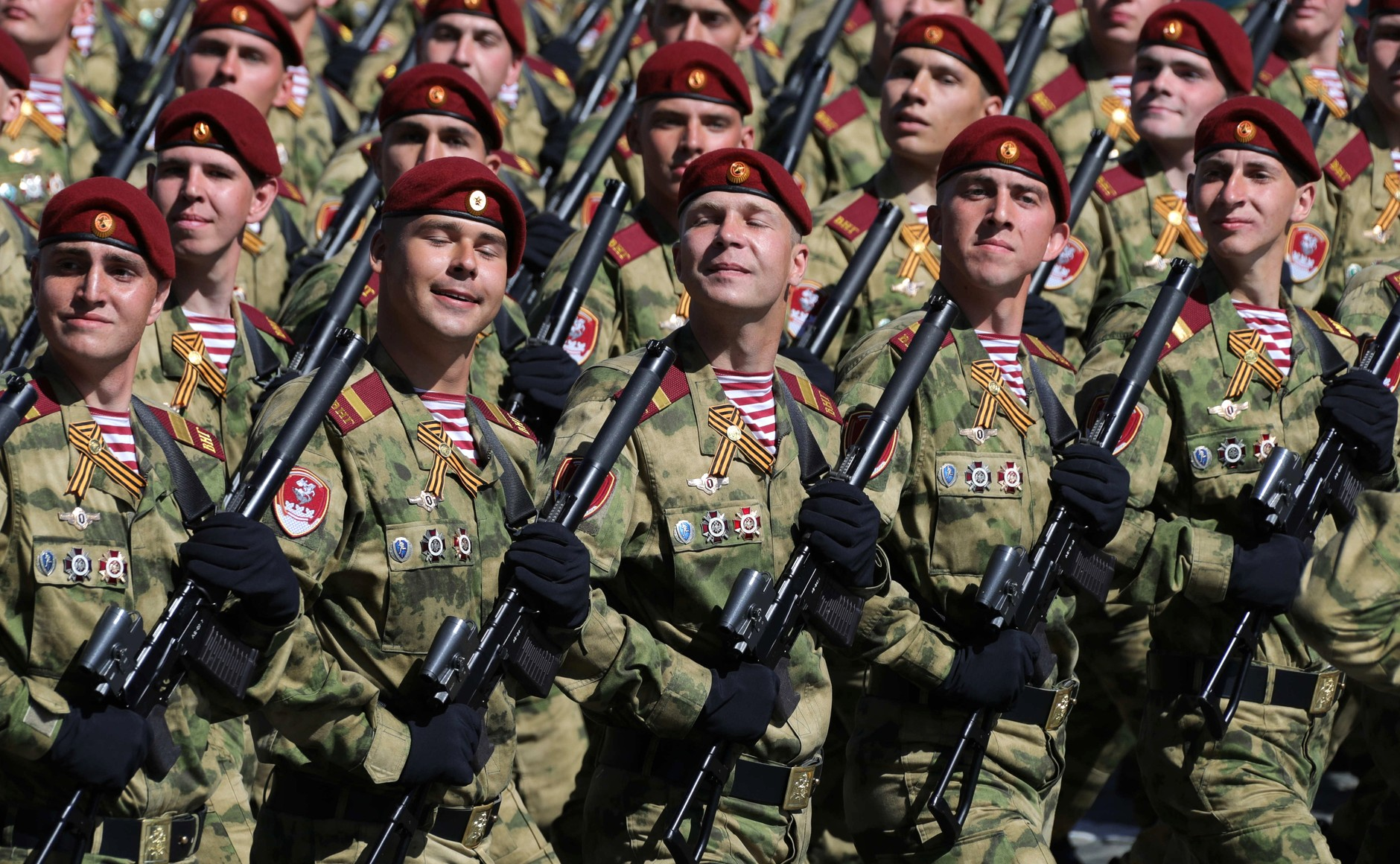
Soldados das Guarda Nacional no Desfile do Dia da Vitória em Moscou 2018

### Estabelecimento
Uma cerimônia de premiação da bandeira da guarda nacional, 27 de março de 2017. Em 5 de abril de 2016, o presidente Putin criou a Guarda Nacional da Rússia por um Decreto Presidencial (Ordem Executiva) – um ato jurídico com status de estatuto. Em 6 de abril de 2016, o Presidente Putin apresentou à Duma do Estado (a câmara baixa do parlamento da Assembleia Federa) o projeto de lei-quadro para este novo órgão executivo intitulado "Sobre as tropas da Guarda Nacional Russa", juntamente com as emendas correspondentes  que contém uma disposição para a proteção de mulheres grávidas, crianças, pessoas com deficiência e multidões, que espelhava literalmente as limitações já em vigor na legislação russa relativa ao trabalho policial:
É proibido o uso de armas de fogo contra mulheres com sinais visíveis de gravidez, pessoas com sinais aparentes de deficiência e menores de idade, exceto nos casos em que tais pessoas oponham resistência armada, realizem agressão envolvendo grupo de agressores ou cometam outra atentado que ameace a vida e a saúde de cidadãos ou de um militar da Guarda Nacional, sendo também proibido o uso de armas de fogo em locais de grande aglomeração, se o seu uso puder ferir pessoas casualmente.

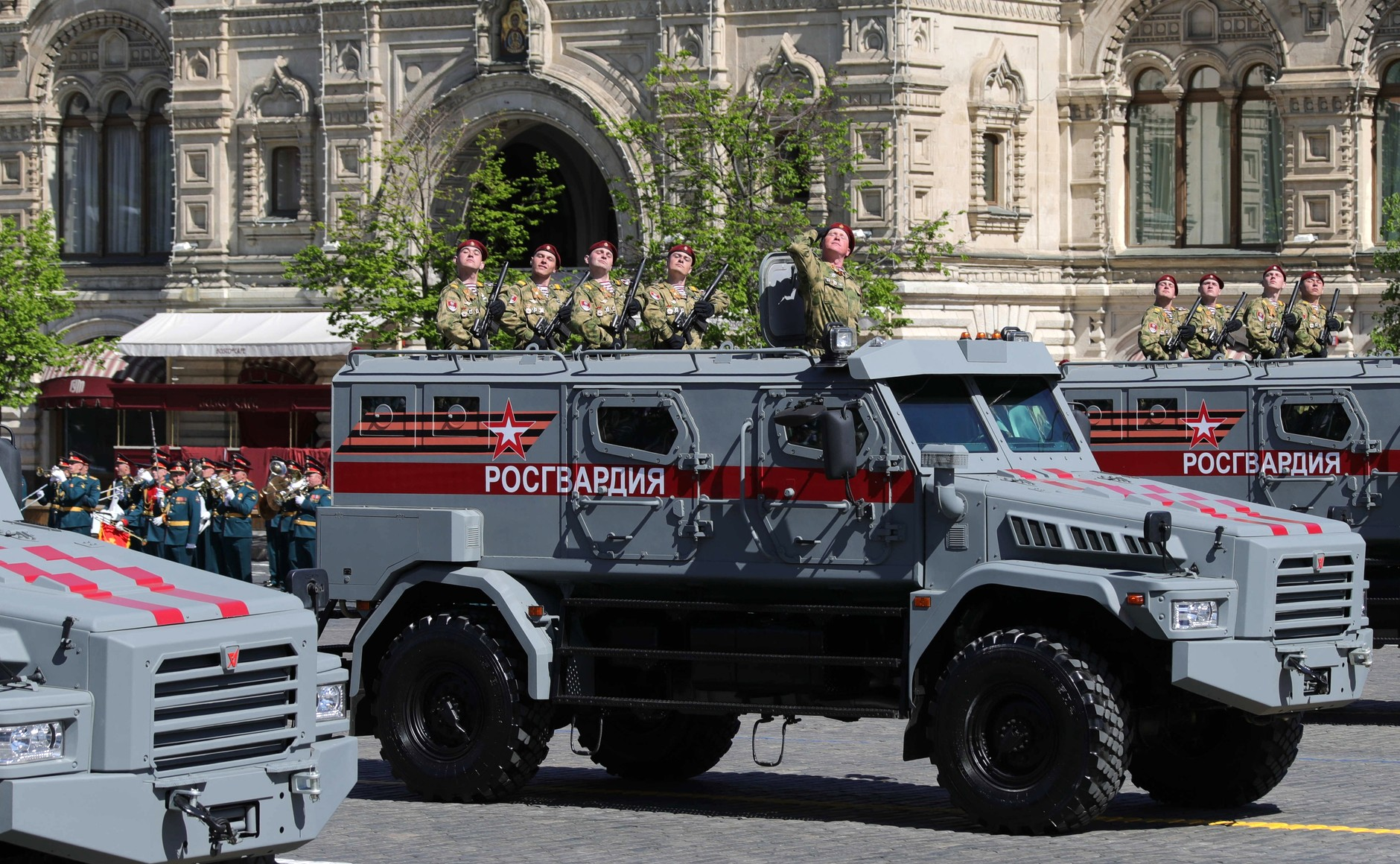
Um veículo blindado da Rosgvardiya durante o Desfile do Dia da Vitória de Moscou em 2018.

Em 9 de maio de 2016, a Guarda Nacional desfilou pela primeira vez. 400 Guardas Nacionais da ODON (Divisão de Propósito Operacional Separado) do Comando das Forças da Guarda Nacional, Serviço da Guarda Nacional Federal da Federação Russa "Felix Dzerzhinsky" fez parte da Parada do Dia da Vitória de Moscou 2016. Em 18 de maio de 2016, a Duma do Estado aprovou a primeira das três leituras do projeto de lei que cria a Guarda Nacional. Em 22 de junho de 2016, a Duma do Estado aprovou a última das três leituras do projeto de lei, estabelecendo assim a Guarda Nacional; o Conselho da Federação logo em seguida. Os primeiros soldados da Guarda Nacional a se alistaram prestaram juramento militar em 1º de junho de 2016.
O secretário de imprensa presidencial Peskov disse a repórteres que a Guarda Nacional iniciou suas operações antes que a base legal para seu trabalho fosse realmente finalizada. De acordo com o Diretor do Serviço da Guarda Nacional Federal e Diretor das Forças da Guarda Nacional, Viktor Zolotov, a formação da Guarda Nacional Russa deve ocorrer em três etapas. A primeira fase vê a transformação das Tropas do Interior, das unidades OMON e das unidades SOBR - Força de Resposta Rápida (anteriormente enquadradas na polícia) em unidades da Guarda Nacional. A segunda etapa envolve a elaboração da estrutura organizacional e de estado-maior das tropas, harmonizando os regulamentos e designando tarefas específicas. Por fim, a terceira fase prevê a conclusão de todas as atividades organizacionais e o início da execução das tarefas confiadas.

#### Invasão da Ucrânia em 2022
No início de janeiro e fevereiro de 2022, houve relatos de destacamentos de Rosgvardyia se deslocando para a fronteira Rússia-Ucrânia, juntando-se ao suposto "exercício de treinamento", durante a crise russo-ucraniana de 2021-2022.
Quando a invasão russa da Ucrânia começou, Rosgvardyia começou a se mover para o território ucraniano, estabelecendo-se em cidades e vilas ocupadas, supostamente para suprimir a população hostil local.
Em 9 de março, foi relatado em Kherson, uma das primeiras cidades ocupadas pela Rússia, que unidades de Rosgvardyia entraram e prenderam e espancaram brutalmente quase 400 cidadãos locais depois de terem feito protestos pacíficos contra a ocupação russa. Após a Batalha de Zaporizhzhia, a Rosgvardyia (Guarda Nacional) também ocupou a Usina Nuclear de Zaporizhzhia.
A Guarda Nacional também entrou em situações de combate com os militares ucranianos, unidades da Unidade Móvel de Propósitos Especiais (OMON) e das Forças de Resposta Rápida (SOBR) do Oblat de Kemerovo sofreram pesadas baixas durante a Batalha de Bucha. Tropas chechenas "Kadyrovtsy" nominalmente sob a Guarda Nacional também se mudaram para funções de combate na Ucrânia, lutando na ofensiva de Kiev.

## Missão

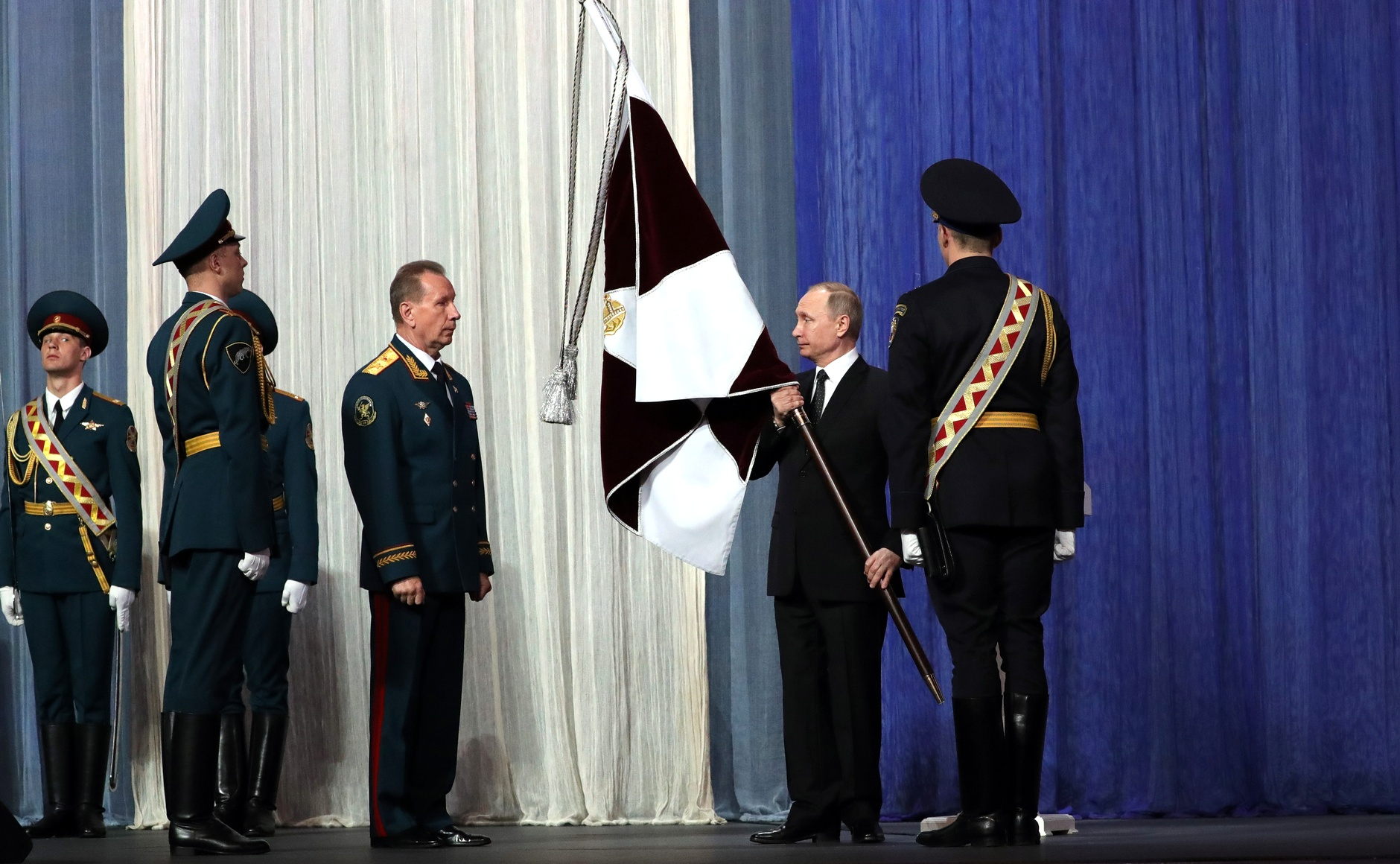
Uma cerimônia de premiação da bandeira da guarda nacional, 27 de março de 2017

As missões da Guarda Nacional da Rússia incluem operações conjuntas de segurança das fronteiras (em assistência ao Serviço de Fronteiras do Serviço Federal de Segurança da Federação Russa) combate ao Terrorismo, crime organizado e ao desempenho das funções atualmente realizadas por unidades de polícia de choque (OMON, SOBR, etc.), bem como unidades de polícia prisional. No entanto, de acordo com as leis, a Guarda Nacional não realiza atividades de investigação de campo. O Serviço Federal também recebeu poderes na esfera da troca de armas e controle das atividades de segurança privada.
A Guarda Nacional também deve trabalhar para proteger a segurança e a ordem pública junto com o Ministério da Administração Interna e guardar importantes instalações do Estado. Segundo o presidente Vladimir Putin, uma das principais áreas de responsabilidade da Guarda Nacional é a supervisão dos vários tipos de disposições de segurança e o sistema de autorização do direito de posse de armas de fogo, a supervisão de empresas de segurança privada e a gestão das tropas do interior.

### Operações no exterior
De acordo com o projeto de decreto presidencial, a Rosgvardyia tem o direito de interagir com órgãos competentes de outros países, inclui a possibilidade de usar tropas da Guarda Nacional em operações internacionais "para restaurar e manter a paz". Incluindo relações de treinamento, além de serem poderem ser enviadas para países aliados para missões de contraterrorismo e segundo críticos, controle da população civil. De acordo com algumas fontes pró-ucranianas, unidades da Guarda Nacional estavam em maio de 2016 já no Donbass para evitar a deserção de soldados separatistas da Milícia Popular de Donetsk e Milícia Popular de Lugansk. De acordo com algumas fontes pró-ucranianas, unidades da Guarda Nacional estavam em maio de 2016 já em Donbass para evitar a deserção de soldados das Forças separatistas de Donbas. A lei inclui a possibilidade de usar tropas da Guarda Nacional em operações internacionais "para restaurar e manter a paz".
Em 2022, a Rosgvardyia foi vista nos "exercícios de treinamento" na fronteira Rússia-Ucrânia e Bielorrússia durante a Crise russo-ucraniana de 2021–2022 e se juntaram à Invasão Russa da Ucrânia.

## Poderes

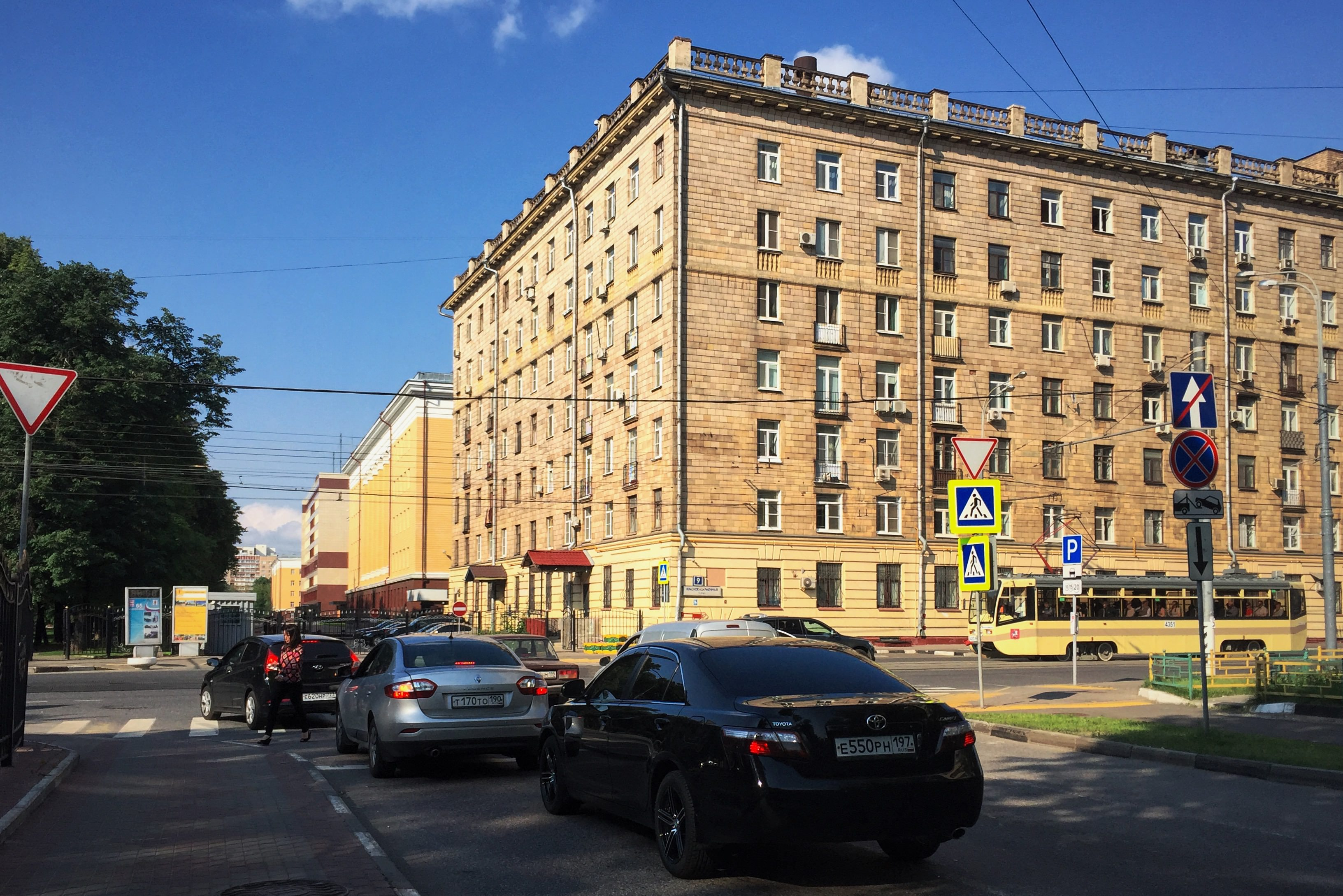
Sede da Guarda Nacional em Moscou

A Guarda Nacional tem alguns poderes semelhantes às funções desempenhadas pelo Serviço Federal de Segurança (FSB) e a antiga Tropas Internas Russas. Especificamente, a Guarda Nacional tem permissão para disparar contra multidões em um número selecionado de situações, como incidentes terroristas, situações de reféns ou se um prédio do governo protegido pela Guarda Nacional for atacado, embora os soldados sejam proibidos em todas as circunstâncias de atirar em mulheres grávidas, crianças ou pessoas com deficiência. As tropas também podem usar a força física contra ameaças diretas a membros do público ou colegas soldados, cargas especiais, estruturas ao longo de linhas de comunicação protegidas por tropas da Guarda Nacional e instalações das tropas da Guarda Nacional, bem como carros de abertura e busca, verificação de documentos de identificação e deter cidadãos. A Guarda Nacional também pode isolar áreas, inclusive para evitar tumultos em massa. As tropas da Guarda Nacional também têm autoridade para entregar aos portos russos embarcações estrangeiras ilegais em águas territoriais russas no Estreito de Querche. Em estado de emergência, o pessoal da Guarda Nacional tem o direito de interditar o trânsito de veículos e peões, utilizar viaturas dos cidadãos para chegar ao local de uma situação de emergência ou perseguir criminosos, entrar nas casas, utilizar a força, meios especiais e armas.
De acordo com a lei que institui, as tropas da Guarda Nacional exercem a sua atividade com base nos princípios da legalidade, observância dos direitos e liberdades do indivíduo e do cidadão, autoridade única e controlo centralizado. Segundo Gordon M. Hahn, as forças de reação rápida e as forças operacionais especiais e a aviação da Guarda Nacional permanecem sob o comando operacional do Ministério de Assuntos Internos da Rússia (MVD).

### Subordinação, organização e tarefas relacionadas com a defesa
De acordo com Aleksandr Golts da Fundação Jamestown, em 24 de maio de 2017, unidades e formações militares das Forças Armadas da Federação Russa, bem como outras formações e órgãos militares, podem ser transferidos para o controle operacional da Guarda Nacional. Mas olhando diretamente no decreto do presidente da Rússia (04.06.2018 г. N 289)  embora seja possível para o Presidente da Rússia associar partes das Forças Armadas da Federação Russa a alguns comandantes distritais da Guarda Nacional da Rússia para cumprir suas tarefas como Guarda Nacional da Rússia que são limitadas por lei, é também é possível transferir unidades da Guarda Nacional da Rússia para estar baixo as Forças Armadas da Federação Russa. E as unidades territoriais da Guarda Nacional da Rússia devem sempre atuar em conjunto com as Forças Armadas da Federação Russa e outros órgãos federais e territoriais de acordo com a constituição e as leis federais, sob decretos e ordens do Presidente da Federação Russa. Todos os limites das unidades territoriais da Guarda Nacional da Rússia devem ser criados sob proposta do comandante da Guarda Nacional da Rússia previamente acordado com o Ministério da Defesa da Federação Russa e depois aprovado pelo Presidente da Federação Russa. A guarda nacional tem, entre outras coisas, a tarefa de repelir a agressão contra a Federação Russa junto com as Forças Armadas da Federação Russa e a participação na defesa territorial da Federação Russa.

### Evolução dos poderes propostos
Em abril de 2016, esperava-se que a Guarda Nacional fosse investida do direito de solicitar às autoridades federais, estaduais e municipais, funcionários e cidadãos documentos, referências e demais materiais necessários à tomada de decisão sobre as questões referentes às suas esferas de atuação, bem como como suspender ou limitar em situações de emergência a utilização de quaisquer redes e meios de comunicação, bem como exercer o direito de utilização prioritária dessas redes e meios de comunicação. De acordo com as disposições do projeto, a Guarda Nacional estaria autorizada a disparar sem aviso prévio se o atraso na sua utilização (armas de fogo) pudesse criar uma ameaça direta à vida ou à saúde de um cidadão ou soldado da Guarda Nacional. De acordo com o mesmo projeto de disposições, o corpo não pode exercer a força armada contra mulheres grávidas, deficientes e menores, salvo em caso de legítima defesa e outras situações excepcionais, embora seja autorizado a bloquear carros e peões em situações extraordinárias. situações e usar os veículos motorizados dos cidadãos para chegar ao local de um evento extraordinário ou perseguir criminosos.
Apesar das disposições do projeto, o Comitê de Defesa da Duma Russa fez a recomendação de permitir que a Guarda Nacional atirasse nas multidões. De acordo com uma emenda aprovada no projeto de lei, um militar da Guarda Nacional não tem o direito de usar armas em uma área lotada, excluindo o uso de armas para evitar ataques terroristas, libertar reféns, repelir um grupo ou ataque armado a importantes objetos de estado ou cargas. Em condições semelhantes, as alterações legislativas concederam à Guarda Nacional o direito de revistar os veículos dos particulares.

## Organização e liderança

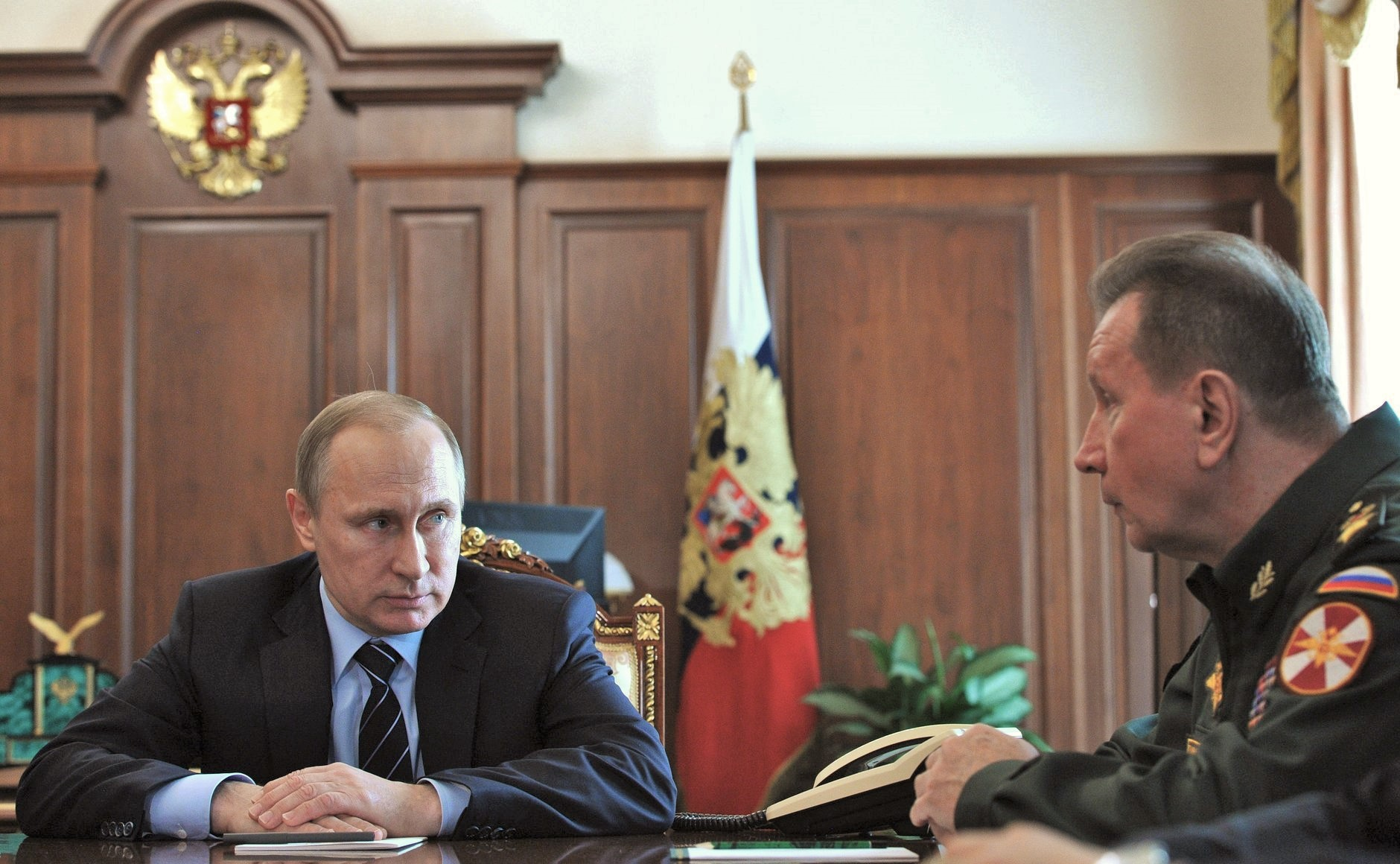
Vladimir Putin e o diretor da Guarda Nacional Viktor Zolotov, 5 de abril de 2016

A Guarda Nacional da Rússia está diretamente subordinada ao comandante supremo (ou seja, Presidente da Rússia) com o chefe incumbente desta nova organização incluído no Conselho de Segurança da Rússia como membro permanente.
A Guarda Nacional deve assumir muitas das funções existentes das forças policiais especiais, eliminando assim o vínculo sobre seu uso que existia anteriormente entre o presidente Putin e seu ministro do Interior, Vladimir Kolokoltsev. Em uma grande reformulação das agências de segurança da Rússia, a Guarda Nacional, que incluirá tropas do Ministério do Interior, militares das Forças Armadas Russas (incluindo para-quedistas, força aérea, marinha e polícia militar) e (como proposto em 2012) Ministério da O pessoal de Situações de Emergência (como bombeiros e equipes de resgate) consistindo de recrutas e pessoal contratado e assumirá funções anteriormente gerenciadas pela polícia de choque da OMON (Unidades Especiais da Guarda Nacional) e pelas forças de reação rápida (SOBR). Por sua vez, o Serviço Federal de Migração (FMS) e o Serviço Federal de Drogas (FSKN) devem ser incorporados na estrutura do Ministério do Interior. Em operação, a Guarda Nacional deve contar com cerca de 350.000 a 400.000 homens. No entanto, em maio de 2016, o governo russo não propôs o tamanho das forças realmente necessárias. O decreto presidencial de criação indica que o processo de transformação deve estar concluído até 1 de junho de 2016. Quanto às políticas de pessoal, em 20 de abril de 2016, o diretor da unidade, Zolotov, afirmou que a Guarda Nacional da Rússia deve excluir a nomeação de funcionários com baixas qualidades morais e profissionais que cometeram atos difamatórios.

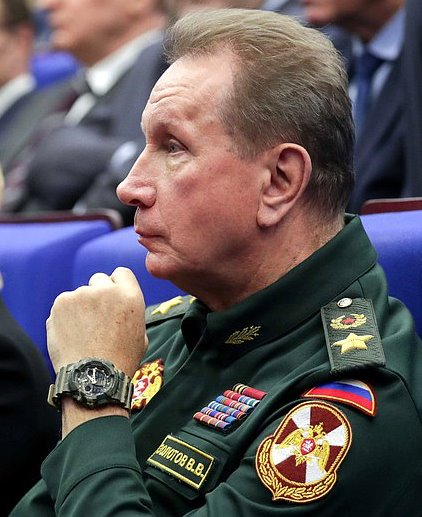
Primeiro Diretor da Guarda Nacional Viktor Zolotov. O emblema da Guarda Nacional pode ser visto em um Patch bordado em seu ombro.

### Composição
A Guarda Nacional da Rússia está organizada em uma estrutura composta, composta por seis grandes elementos:
- Comando das Forças da Guarda Nacional (Войска национальной гвардии), que trata das unidades operacionais (anteriormente pertencentes às Tropas do Interior);[64]
  - incluindo o ODON (Divisão de Propósito Operacional Separada) e o Corpo de Serviço Naval da Guarda Nacional;
- Centro de Operações Especiais e Aviação da Guarda Nacional, incluindo unidades especiais Zubr, Vityaz, Rus e Yastreb;
- Guarda Nacional SOBR, Berkut e Unidades OMON (Unidade Móvel de Propósitos Especiais);[64]
- Administrações e outros departamentos que exercem supervisão federal sobre armas de fogo e regulamentação de segurança privada, proteção pessoal e serviço de guarda de segurança de pessoal do governo, incluindo o Centro de Proteção de Segurança de Pessoal de Governo Especialmente Designado (anteriormente pertencente ao MVD - Ministério de Assuntos Internos);[64]
- A empresa unitária estadual federal "Okhrana" (fornece serviços pagos de segurança / resposta rápida aos cidadãos).[64]

### Comando
De acordo com o decreto presidencial que estabelece, o Serviço da Guarda Nacional Federal (FNGS) faz parte do poder executivo, que é chefiado pelo presidente da Rússia. O Serviço Federal é liderado por um "Diretor", sendo o diretor do serviço simultaneamente o comandante do Comando das Forças da Guarda Nacional (NGFC). O diretor tem seis vice-diretores, incluindo um primeiro vice-diretor que é simultaneamente Chefe do Estado Maior da Guarda Nacional e um "secretário de Estado/vice-diretor"; o Chefe do Departamento Jurídico é o Major-General Sergei Babaitsev.
Em 5 de abril de 2016, Viktor Zolotov, ex-comandante das tropas russas do interior e ex-chefe do serviço de segurança pessoal do presidente russo, foi nomeado Diretor do Serviço da Guarda Nacional Federal e Comandante do Comando das Forças da Guarda Nacional e dispensado de suas funções anteriores - e por um decreto presidencial separado foi nomeado membro do Conselho de Segurança também, a título pessoal.
Em 20 de maio de 2016, o recém-promovido coronel-general Sergei Chenchik foi nomeado chefe do Estado-Maior e primeiro vice-diretor do Serviço da Guarda Nacional Federal da Rússia. O general Chenchik tem tido um papel significativo no sistema de segurança do norte do Cáucaso desde o final dos anos 1990; de acordo com Valery Dzutsati, a nomeação de Chenchik como vice-chefe da Guarda Nacional indica que sua abordagem aos problemas de segurança está aprovada.
De acordo com o site oficial, outras posições de destaque incluem as de comandante das tropas da Guarda Nacional da Federação Russa, ocupada em 2016 por Oleg Borukayev e Sergei Yerygin. Em janeiro de 2022, a atual liderança organizacional consiste em:
- Viktor Zolotov, Diretor do Serviço Federal das Tropas da Guarda Nacional da Federação Russa - Comandante-em-Chefe das Tropas da Guarda Nacional da Federação Russa[71]
- Viktor Strigunov, Primeiro Vice-Diretor do Serviço Federal da Guarda Nacional da Federação Russa - Comandante-em-Chefe da Guarda Nacional da Federação Russa.[71]
- Oleg Plokhoi, Secretário de Estado - Vice-Diretor do Serviço Federal da Guarda Nacional da Federação Russa - Comandante-em-Chefe da Guarda Nacional da Federação Russa.[71]
- Yury Yashin, Chefe do Estado-Maior Geral das Tropas da Guarda Nacional da Federação Russa - Vice-Diretor do Serviço Federal das Tropas da Guarda Nacional da Federação Russa - Comandante-em-Chefe das Tropas da Guarda Nacional da Federação Russa.[71]
- Igor Ilyash, vice-diretor do Serviço Federal da Guarda Nacional da Federação Russa - Comandante-em-Chefe da Guarda Nacional da Federação Russa.[71]
- Roman Gavrilov, vice-diretor do Serviço Federal da Guarda Nacional da Federação Russa - Comandante-em-Chefe da Guarda Nacional da Federação Russa.[71]
- Sergei Lebedev, vice-diretor do Serviço Federal da Guarda Nacional da Federação Russa - Comandante-em-Chefe da Guarda Nacional da Federação Russa.[71]
- Aleksei Kuzmenkov, vice-diretor do Serviço Federal da Guarda Nacional da Federação Russa - Comandante-em-Chefe da Guarda Nacional da Federação Russa.[71]
- Aleksei Bezzubikov, vice-diretor do Serviço Federal da Guarda Nacional da Federação Russa - Comandante-em-Chefe da Guarda Nacional da Federação Russa.[71]

### Unidade cibernética
De acordo com Sergey Sukhankin da Fundação Jamestown, a Guarda Nacional inclui uma unidade especial encarregada de funções de segurança cibernética e inteligência cibernética. A função da unidade é monitorar e analisar as redes sociais online.

### Distritos
A organização territorial é composta por oito Distritos da Guarda Nacional que possuem, via de regra, o mesmo nome do respectivo Distrito Federal . Uma exceção é o Distrito da Guarda Nacional do Leste, que atende unidades militares estacionadas no território do Distrito Federal do Extremo Oriente. Além disso, os Distritos da Guarda Nacional Central e do Noroeste têm nomes completos que incluem títulos honoríficos dentro deles. No total, são criados 8 Distritos da Guarda Nacional dos 8 Distritos Federais; estes Distritos da Guarda Nacional têm os mesmos limites, nomes e sedes das antigas Tropas Internas. Cada Distrito da Guarda Nacional é subdividido em Brigadas. Os policiais são nomeados para os cargos de chefes dos distritos da Guarda Nacional, enquanto os militares são nomeados para os cargos de chefes de estado-maior. Os distritos do Serviço de Tropas da Guarda Nacional Federal operam diretamente forças-tarefa, unidades militares e outras organizações da Guarda Nacional, bem como unidades territoriais de nível regional, como departamentos administrativos principais, estruturas administrativas locais, outros departamentos.
Os Distritos da Guarda Nacional são:
- Unidade Central - Ordem Khingan do Distrito da Guarda Nacional da Bandeira Vermelha de Zhukov – com sede em Moscou ; comandante: Coronel General Aleksandr Popov
- Ordem do Noroeste do Distrito da Guarda Nacional Estrela Vermelha – com sede em São Petersburgo; Comandante: Coronel General Pavel Dashkov
- Distrito da Guarda Nacional do Volga – com sede em Nizhny Novgorod; comandante: Coronel General Aleksandr Poryadin
- Distrito da Guarda Nacional do Sul – com sede em Rostov-on-Doncomandante: tenente-general Igor Turchenyuk
- Distrito da Guarda Nacional do Cáucaso do Norte – com sede em Pyatigorsk; comandante: tenente-general Sergei Zakharov
- Distrito da Guarda Nacional dos Urais – com sede em Yekaterinburg; comandante: Coronel General Oleg Kozlov
- Distrito da Guarda Nacional da Sibéria – com sede em Novosibirsk; comandante: tenente-general Nikolai Markov
- Distrito da Guarda Nacional Oriental – com sede em Khabarovsk; comandante: Coronel General Igor Golloyev.[76]

### Organizações educacionais
As organizações educacionais da Guarda Nacional estão diretamente sob o diretor da Guarda Nacional.

#### Instituto Militar do Comando das Forças da Guarda Nacional de São Petersburgo
Localizado em São Petersburgo, o Instituto Militar do Comando das Forças da Guarda Nacional serve como centro de treinamento para o pessoal do Comando das Forças da Guarda Nacional da Guarda Nacional da Rússia, incluindo oficiais, subtenentes e suboficiais. Foi criada em 4 de setembro de 1947 como a Escola Central MVD e desde então passou por muitas transformações antes de adquirir seu título atual em 2016.

#### Instituto Saratov da Guarda Nacional
Localizada em Saratov , a instituição treina oficiais para o serviço da Guarda Nacional.

#### Instituto Militar de Perm da Guarda Nacional
O Instituto Militar de Perm é a única instituição de ensino militar da Guarda Nacional que forma especialistas com formação profissional superior em 8 especialidades com habilitações.

#### Escola Presidencial de Cadetes de Moscou
A Escola Presidencial de Cadetes da Guarda Nacional de Moscou, em homenagem a Mikhail Sholokhov, é uma instituição educacional especializada pré-universitária da Rosgvuardia. Foi inaugurado em 2 de setembro de 2002 no Distrito Administrativo Sudeste de Moscou, no distrito de Kuzminki. Sua primeira aparição nacional foi na Parada do Dia da Vitória de Moscou de 2018 na Praça Vermelha.

## Equipamentos
As unidades da Guarda Nacional têm os mesmos equipamentos que as Tropas Internas usavam antes. Em maio de 2016, o Ministério do Interior supostamente comprou 120 unidades do RPO-A Shmel. Os lançadores de foguetes provavelmente foram destinados à Guarda Nacional. Um concurso para metralhadoras também foi anunciado pelo Ministério. Mais 200 RPO-As foram encomendados em abril de 2017. As variantes de fuzil de assalto AK-74 e AK-74M serão a principal arma de serviço da Guarda Nacional Russa. As unidades de operações especiais ligadas à Guarda Nacional estão armadas com fuzis de assalto subsônicos AS Val. Outras armas incluem armas contra forças de sabotagem subaquáticas e armas não letais.  Lançadores de granadas portáteis GM-94, barcos blindados BK-16 do Projeto 02510 e UAVs do tipo helicóptero também foram recebidos.
A Guarda Nacional, em abril de 2016, teria supostamente adquirido o veículo blindado operado remotamente «Bozena Riot», projetado para lidar com tumultos e multidões nas ruas e áreas urbanizadas. No mês seguinte, ou seja, maio de 2016, o corpo também estava programado para receber o novo veículo protegido contra emboscadas resistente a minas KAMAZ Patrol , que é usado principalmente como um transportador de tropas de infantaria montada e veículo de apoio terrestre. O veículo entrou em serviço em 2017.
Em janeiro de 2017, a Guarda Nacional recebeu o robô móvel KRMM-06 para detecção remota de explosivos. Em maio de 2018, a Guarda Nacional recebeu o primeiro helicóptero Ka-226T. Rifles de precisão Orsis T-5000 e veículos blindados SPM-3 Medved também foram recebidos.  Em 2018, a Guarda Nacional empregou buggies de combate M-3 Chaborz e outros equipamentos em exercícios.  A Guarda Nacional da Rússia (Rosgvardyia) adotou o capacete de proteção Tor desenvolvido pela empresa NPP KlASS.  A Guarda Nacional da Rússia (Rosgvardyia) recebeu veículos Ural-VV 6 × 6 resistentes a emboscadas (MRAP) desenvolvidos pela Usina Automotiva Ural (Ural AZ) a partir de 2018. O Ural-432009 [Ural-VV] foi adotado por Rosgvardyia, e o serviço já começou a receber o MRAP. O veículo está entre as plataformas que formam a espinha dorsal das tropas móveis de Rosgvardyia. A Guarda Nacional celebrou um contrato em maio de 2018 sobre o fornecimento de dois veículos de serviço não letais. Particularmente, um laser instalado nesses veículos pode exercer pressão acústica e cegar temporariamente as pessoas.
O serviço recebe pistolas Yarigin PYa, fuzis de assalto Kalashnikov AK-200 e AK-205 [carabinas], fuzis de precisão SV-98 , fuzis de assalto subaquáticos e fuzis de assalto anfíbios. Em 2018, o serviço recebeu 104 novas plataformas. Um novo Veículo de Reconhecimento de Combate, baseado no Tigr-M IMV, passou nos testes estaduais e está sendo fornecido à Guarda Nacional.  Sistemas de comunicação baseados em veículos KAMAZ recebidos em março de 2020. Mais de 100 veículos de comando R-142NSA-R foram entregues em setembro de 2020. A partir de 2019, o serviço passou a receber seus primeiros navios anti-sabotadores da classe Grachonok. Os primeiros navios foram implantados na Crimeia e na região do Mar Negro, complementando navios de patrulha semelhantes implantados na região pela Guarda Costeira e Marinha Russas. Em 2021, a Guarda Nacional adotou o robô de engenharia MRK-15 modernizado-EOD, o veículo de engenharia SIM-4 e o veículo ARAKS EOD.

## Reação nacional e internacional
A criação do Serviço da Guarda Nacional Federal da Rússia desencadeou várias reações e avaliações nacionais e internacionais, com tentativas de interpretar e explicar o movimento, que vão desde jogos de poder a planos para evitar revoluções coloridas.

### Reações da Duma Estatal
Na primeira leitura do projeto de lei, realizada em 18 de maio de 2016, o partido no poder Rússia Unida, o líder nacionalista Vladimir Zhirinovsky e a Rússia Justa apoiaram o estabelecimento da Guarda Nacional, com o deputado da Rússia Justa Mikhail Yemelyanov sustentando que há nenhuma redução da democracia na Rússia. Por outro lado, o deputado comunista Vyacheslav Tetekin disse que o Partido Comunista da Federação Russa vê uma ligação entre a mudança e as más condições da economia russa; acordo com Tetekin, atribuir todas as unidades de combate a uma estrutura separada enfraqueceria criticamente o Ministério do Interior e que atribuir à Guarda Nacional a tarefa de licenciar empresas de segurança privada não tinha nada a ver com o combate ao terrorismo e ao extremismo.

### Guarda Nacional como elemento de jogos de poder
Com o momento em que o presidente Putin criou esta força da Guarda Nacional antes das eleições parlamentares de 2016 para a Duma do Estado na Rússia e a queda dos preços do petróleo, Pavel Felgengauer, um analista militar independente baseado em Moscou, disse que essa nova força é ".. uma espécie de Guarda Pretoriana para lidar com o inimigo interno" e afirmou ainda "Isso me lembra o declínio e queda do Império Romano. Vemos um imperador envelhecido nomeando seu chefe de guarda-costas de tudo."  Mark Galeotti, professor do Centro de Assuntos Globais da Universidade de Nova York, escreveu em um post em seu blog, In Moscow's Shadows  que "as forças [da Guarda Nacional] têm pouco papel real no combate ao crime ou ao terrorismo; são forças de segurança pública, e ativos de controle e dissuasão de insurreição."
Konstantin Gaaze, um analista político baseado em Moscou e jornalista do Carnegie Moscow Center, disse que esta nova força estava "ligada ao ciclo eleitoral" e que "Putin quer ter certeza da situação que ocorreu no Maidan, em Ucrânia, não vai acontecer na Rússia."  Gaaze disse ainda que a criação da Guarda Nacional por Putin criou um contrapeso não apenas para as Forças de Segurança Federais, mas também para o próprio Exército russo e o ministro da Defesa, Sergei Shoigu, afirmando: "A recém-criada Guarda Nacional é o exército do presidente no sentido literal da palavra. Um exército, que pode ser usado sem intermediários na forma de um ministro da defesa e sem as regras constitucionais sobre o uso das Forças Armadas".
Ella Paneyakh, pesquisadora sênior do Departamento de Ciência Política e Sociologia da Universidade Europeia de São Petersburgo, disse que essa nova força da Guarda Nacional não era apenas mais uma agência de aplicação da lei, mas outro exército que tinha o direito de conduzir operações militares. contra os cidadãos do país. O cientista político russo Gleb Pavlovsky, que chefia o departamento de análise do Centro de Tecnologias Políticas (CPT), disse que a criação da Guarda Nacional por Putin foi para combater o poder do líder checheno Ramzan Kadyrov.
Tatiana Stanovaya, que dirige o Centro de Tecnologias Políticas (CPT) na França, comentando sobre a nomeação de Viktor Zolotov para chefiar a Guarda Nacional, disse: "A ligação desnecessária, a de um ministro entre o comandante em chefe e o O chefe da Guarda Nacional é removido. Quem quer que seja o ministro, irmão, amigo, colega de classe ou treinador de judô, sua mão pode tremer quando você precisa dele para executar uma ordem. Zolotov está protegido dessas flutuações o máximo possível."  O pesquisador Gordon M. Hahn, do The Duran, considera a probabilidade de um "golpe palaciano" menor do que outros cenários. Nessa visão, a Guarda Nacional é um seguro adicional contra uma divisão de regime, golpe palaciano ou outras políticas de elite. Outra razão relacionada ao "jogo de poder" pode ser, segundo Hahn, a vontade de reduzir o poder do presidente checheno Ramzan Kadyrov.

### Guarda Nacional como ferramenta contra a desestabilização estratégica
De acordo com Roger McDermott, da Fundação Jamestown, o estabelecimento da Guarda Nacional visa combater as revoluções de cores e vincula avaliações de ameaças estrangeiras e domésticas como parte de uma rede contínua. McDermott liga as origens do corpo à experiência adquirida durante crises internas e jogos de poder entre os principais atores na década de 1990, bem como as revoluções coloridas no exterior, especialmente perto das fronteiras russas e no Oriente Médio. Nessa visão, o ciclo eleitoral de 2016-2017 na Rússia forneceu contexto doméstico para o momento da implementação da reforma de 2016 destinada a combater uma ameaça estratégica, mas a razão profunda não está nas eleições reais. Gordon M. Hahn lista como as duas principais razões por trás do estabelecimento da Guarda Nacional as possibilidades de tensão interdepartamental, conflito violento e até confrontos armados possíveis em condições de maior instabilidade potencial e revoluções coloridas ou indígenas. De acordo com o ex- diretor do FSB e deputado russo (para o Rússia Unida) Nikolai Kovalyov, o estabelecimento da Guarda Nacional foi importante em meio à expansão da OTAN para o leste.

### Comentários oficiais de Vladimir Putin
O presidente russo, Vladimir Putin, durante um debate televisionado, negou a desconfiança no atual sistema de segurança: segundo ele, a subordinação direta ao presidente vem do fato de a Guarda Nacional ter a autoridade de um ministério, e como ministério do poder ela se reporta a o presidente.

## Mídia
A principal publicação da Guarda Nacional da Rússia é a revista No cumprimento do dever. A revista colorida é publicada para as Tropas Internas da Rússia desde 1958 e afirma-se que cobre assuntos de atividade de serviço do corpo, bem como história e literatura. A mídia não poderá informar sobre a localização de soldados da Guarda Nacional, a fim de "proteger a segurança das tropas e suas famílias".